# دیلسفورد، ویکتوریا
دیلسفورد (به انگلیسی: Daylesford) یک شهرک در استرالیا است که در Shire of Hepburn واقع شده‌است.